# Hermannia stricta
Hermannia stricta är en malvaväxtart som först beskrevs av Ernst Meyer och Porphir Kiril Nicolai Stepanowitsch Turczaninow, och fick sitt nu gällande namn av William Henry Harvey. Hermannia stricta ingår i släktet Hermannia och familjen malvaväxter. Inga underarter finns listade i Catalogue of Life.

## Bildgalleri

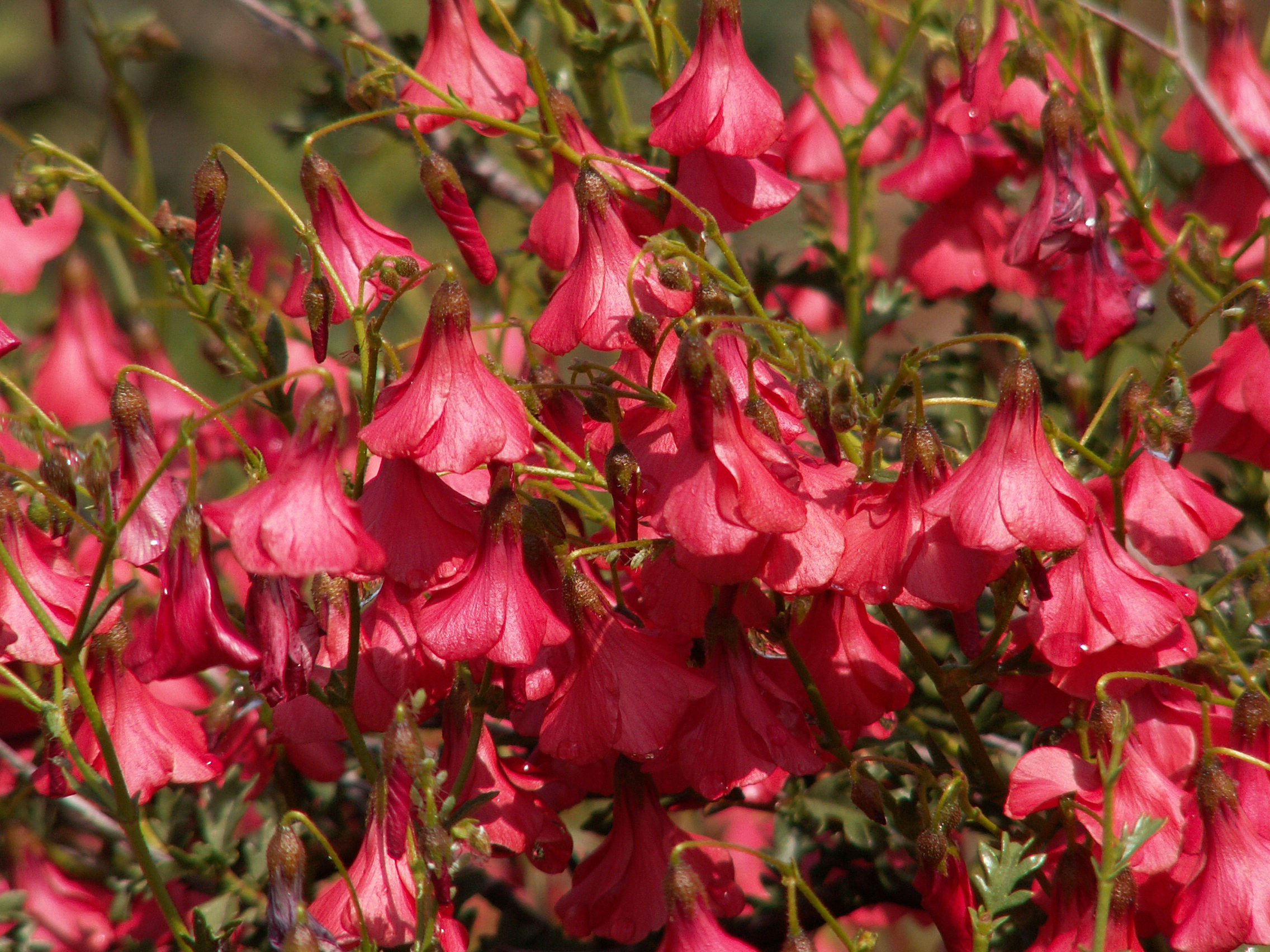